# Monodelphis osgoodi
Monodelphis osgoodi là một loài động vật có vú trong họ Didelphidae, bộ Didelphimorphia. Loài này được Doutt mô tả năm 1938.